# Huara (genre)
Pour la commune du Chili, voir Huara.
Genre
Huara est un genre d'araignées aranéomorphes de la famille des Desidae.

## Distribution
Les espèces de ce genre sont endémiques de Nouvelle-Zélande.

## Liste des espèces
Selon World Spider Catalog (version 18.5, 17/11/2017) :
- Huara antarctica (Berland, 1931)
- Huara chapmanae Forster & Wilton, 1973
- Huara decorata Forster & Wilton, 1973
- Huara dolosa Forster & Wilton, 1973
- Huara grossa Forster, 1964
- Huara hastata Forster & Wilton, 1973
- Huara inflata Forster & Wilton, 1973
- Huara kikkawa Forster & Wilton, 1973
- Huara marplesi Forster & Wilton, 1973
- Huara mura Forster & Wilton, 1973
- Huara ovalis (Hogg, 1909)
- Huara pudica Forster & Wilton, 1973

## Publication originale
- Forster, 1964 : The Araneae and Opiliones of the subantarctic islands of New Zealand. Pacific Insects Monographs, vol. 7, p. 58-115.